# 霊子戦闘機
霊子戦闘機（りょうしせんとうき）とは、ゲーム『サクラ大戦シリーズ』に登場する架空の兵器。

## 概要
『新サクラ大戦』より登場した、『サクラ大戦』から『V』にかけて活躍した対霊的存在用決戦兵器「霊子甲冑（りょうしかっちゅう）」が、技術の発展により、霊的戦闘兵器として発展した機体群の総称。
霊子甲冑と同様に、霊力を主として蒸気をその補助に充てる蒸気併用霊子機関を動力に採用。機体の腕部に腕を通し、機体の上腕にある操作グリップによって機体を操作する制御形式にも変化はない。
降魔大戦以後、霊力及び蒸気に関する技術が急速に発展した事で霊子甲冑よりも機体の小型化に成功しており、駅のエントランス等の比較的狭い場所でも戦えるようになっているほか、蒸気併用霊子機関は霊力の変換効率が劇的に向上し、更なる高出力を実現。更に、霊力を補助的に供給する霊子過給機が開発・搭載され、搭乗者の霊力負担が軽減された。そしてこれらの副次的効果により、霊子戦闘機の起動・操縦に求められる霊力のハードルが下がり、霊子甲冑の時代よりも多くの人間が搭乗者として選ばれ、世界各国で続々と華撃団が結成される一因となった。女性は勿論、男性の搭乗者も増加しており、太正30年時点では、判明しているだけで、神山誠十郎（新生帝国華撃団・花組隊長）、ヤン・シャオロン（上海華撃団・五神龍隊長）、アーサー（倫敦華撃団・円卓の騎士団長）の3名が確認されている。
パイロットスーツについては、機種別ではなく、隊員別の専用デザインとなっており、同じ華撃団の隊員でもスーツのデザインが異なる事も少なくない。また、技術発展により霊力伝達効率化の為の霊子機関との有線接続が不要となった事で、霊子供給用コネクタは撤廃されたが、その名残の装飾品は残されている。

## 歴史
霊子戦闘機の開発が始まったのは、太正19年に起こった降魔大戦の直前である。当時、帝国華撃団は霊子甲冑の後継となる新たな決戦兵器として霊子戦闘機を考案。神崎重工と共同で開発計画を進め、「試製桜武」と「天神」各1台を試作品として完成させたが、実践上の問題と、直後に勃発した降魔大戦で帝国華撃団が「消滅」した事により計画は頓挫。後には試作品だけが残された。
その後、降魔大戦での華撃団の活躍を受けて、世界各国の華撃団運営の為に設立された国際組織「世界華撃団連盟（WLOF）」が霊子戦闘機の基礎フレームワークを開発。世界各国の華撃団の多くがそれをフォーマットとして採用し、各国が技術の粋を集めて機体を開発・運用したものが作中で活躍している霊子戦闘機である。
その流れに呼応するように、太正23年にドイツのノイギーア社が開発を始め、2年後に世界で初めて量産型霊子戦闘機の正式配備にこぎつけたのを受け、世界各国の民間企業も霊子戦闘機の開発に動き出し、現在に至る。

## 機体一覧

### 帝国華撃団
無限
神崎重工製の霊子戦闘機で、神崎重工が初めて開発した量産型霊子戦闘機。
霊子甲冑・三式光武のデータを基に開発されており、装甲には霊子甲冑に使われたシルスウス鋼よりも軽量なアンシャール鋼を採用。動力には桜41型霊子核機関を採用し、霊子過給機も搭載された。これにより、高い機動力と馬力を両立しつつ、搭乗者の霊力負担軽減を実現。
性能としては癖が少なく扱いやすいのが特徴で、どのような武器を得意とする搭乗者でも、カスタマイズにより力を発揮できる汎用性を有する。
試製桜武
帝国華撃団及び神崎重工が開発した世界初の霊子戦闘機。
「試製」の名が示す通り、霊子戦闘機のプロトタイプとして開発された試作品で、1台だけ製作された。
『新サクラ大戦』の時代から約10年前に作られた機体ながら、最新の霊子戦闘機にも比肩する高い性能を有しているが、霊力の消費・変換効率に問題があり、霊力の消費及び搭乗者にかかる負担が非常に大きい。また、霊力の量だけでなく「質」も求められ、心が不安定な状態での霊力ではうまく起動しない。故に、歴戦の帝都花組の隊員をもってしても完全な操縦・制御ができず、正式運用には至らなかった。直後に帝国華撃団が消滅した事で、以後は大帝国劇場の地下に放棄されていた。
『新』の時代に入り、帝国華撃団が再結成されると、帝国歌劇団大道具係兼帝国華撃団整備班長となった司馬令士がこの機体を発見して興味を抱き、密かに整備が行われる。そしてそれを把握していた総司令・神崎すみれの采配により、『新』4話終盤での上級降魔・夜叉の襲撃で三式光武と完成直前の無限を失った花組隊員・天宮さくらの搭乗機となる。
『the Animation』では、さくらの無限の修理が完了した事で封印されていたが、終盤で無限が大破し、三式光武・改も行動不能になった際に再びさくらの搭乗機となる。
天神
試製桜武と同時期に、帝国華撃団及び神崎重工が開発した可変型霊子戦闘機。
試製桜武の力を更に引き出す事を目的に開発されており、本機には試製桜武との合体機構が備え付けられ、合体した時の能力は超大型霊的脅威にも対抗できる程。
ただし、天神と試製桜武それぞれの操縦者の霊力の波長が噛み合わなければ合体はできない。
試製桜武の搭乗者が見つからなかった為に本機の運用も見送られていたが、『the Animation』での最終決戦で、すみれの采配により、帝国華撃団の一員として戦う決意を固めたクラーラの搭乗機となる。

### 上海華撃団
王龍（ワンロン）
上海華撃団が運用する霊子戦闘機。
龍を連想させる攻撃的な装甲や装備が特徴で、軽快な動きから繰り出される炎を纏った武術攻撃を主に戦う。
上海華撃団の目的である「アジア全域の防衛」を実現する為、機動力と継戦能力を重視した設計になっている。

### 倫敦華撃団
ブリドヴェン
倫敦華撃団が運用する霊子戦闘機。
高貴な雰囲気の西洋の騎士甲冑を連想させる外装が特徴で、騎士らしく剣を主武装とする。

### 伯林華撃団
アイゼンイェーガー
伯林華撃団が運用する霊子戦闘機。
霊子甲冑・アイゼンクライトの系譜を受け継いだ十字可動式カメラアイと、４基に強化された多発切替式霊子機関を搭載。重装甲重火力の大重量を意識させない俊敏な機動性を有する。
武装は両腕の3cm機関砲、同軸7.92mm機関銃など。

### 莫斯科華撃団
エカテリーナ
莫斯科華撃団が運用する霊子戦闘機。
鳥を彷彿とさせる装甲はやや細身で脚部が長く、他国の霊子戦闘機とは一線を画している。主武装は頭部に帽子のように嵌めた、巨大なレーザー銃。
なお、第6話の神山の「神崎重工と伯林華撃団で共同開発された試作機が何者かの手によってモスクワに運び込まれた」いう報告がありすみれが「二都作戦の折に行方不明になった試製桜武の姉妹機」と父から聞かされていたためおそらく神崎重工と伯林華撃団の共同開発された試製桜武の姉妹機（天神）を勝手に莫斯科華撃団が持ちだし改造されたと考えられる。

## 関連事項
- 霊子甲冑
- パワードスーツ